# Andraž Vehovar
Andraž Vehovar, född den 1 mars 1972 i Ljubljana, Jugoslavien, var en slovensk kanotist.
Han tog OS-silver på K-1 i slalom i samband med de olympiska kanottävlingarna 1996 i Atlanta.